# Calligonum griseum
Calligonum griseum är en slideväxtart som beskrevs av Evgenii Petrovich Korovin och Nikolai Vasilievich Pavlov. Calligonum griseum ingår i släktet Calligonum och familjen slideväxter. Inga underarter finns listade i Catalogue of Life.